# Марк Фурий Камил (арвал)
Вижте пояснителната страница за други личности с името Марк Фурий Камил.
Марк Фурий Камил (на латински: Marcus Furius Camillus) e през 37 г. арвалски брат, жреческа колегия в Древен Рим.
Произлиза от старата патрициианска фамилия Фурии, клон Камил. Син е на Марк Фурий Камил, консул през 8 г. и приятел на Тиберий.
Сестра му Ливия Медулина e 8 г. годеница на римския император Клавдий и умира в деня на сватбата, 9 или 10 г.
Брат е на Луций Арунций Камил Скрибониан (консул 32 г. и узурпатор през 42 г.), който е осиновен от Луций Арунций (консул 6 г.).